# Електричне коло

Схема простого електричного кола

Електричне коло (від нім. elektrischer Kreis), рідше ланцюг — сукупність сполучених між собою провідниками електронних компонентів, джерел струму й напруги, перемикачів тощо, крізь яку може проходити електричний струм.
Більш розлого — це з’єднання електричних складників (наприклад, батарей, резисторів, індукторів, конденсаторів, транзисторів) або модель такого з’єднання, що складається з електричних елементів (скажімо, джерел напруги, джерел струму, опорів, індуктивностей, ємностей). Електричне коло - це замкнена електрична мережа, що забезпечує зворотний шлях для струму. Отож, усі кола є мережами, але не всі мережі є електричними колами (хоча розімкнені мережі, часто неточно називають «колами»).
Електричне коло може містити як лінійні, так і нелінійні елементи. Лінійними елементами електричного кола називають такі, для яких існує пропорційність між спадом напруги та силою струму. До лінійних елементів належать резистори, конденсатори та котушки індуктивності. Для нелінійних елементів залежність між силою струму та спадом напруги, яку називають вольт-амперною характеристикою, — складна функція. До нелінійних елементів належать, наприклад, діоди й транзистори.
Для розрахунку електричних кіл з лінійними елементами використовуються правила Кірхгофа та закон Ома. Електричний струм може протікати тільки по замкненому електричному колу. Розрив кола в будь-якому місці викликає припинення електричного струму.
Під електричними колами постійного струму в електротехніці мають на увазі кола, в яких струм не змінює свого напряму, тобто полярність джерел ЕРС в яких постійна. Під електричними колами змінного струму розуміються кола, в яких протікає струм, що змінюється в часі.

## Програми розрахунку
- SPICE — симулятор електронних схем загального призначення з відкритим вихідним кодом.
- PSpice — програма симуляції як аналогових схем, так і схем цифрової логіки, описаних мовою SPICE.
- Ngspice — симулятор електронних схем загального призначення з відкритим вихідним кодом, що забезпечує моделювання в режимі змішаних сигналів і на змішаному рівні.
- Micro-Cap — SPICE-подібна програма для аналогового і цифрового моделювання кіл з інтегрованим візуальним редактором.
- Circuit Magic — комплекс розрахунку електричних кіл постійного і змінного струму в загальному вигляді.